# Društvo multiple skleroze Srbije
Društvo multiple skleroze Srbije, je nacionalna, humanitarna, socijalna, invalidska, neprofitna organizacija koja okuplja obolele od multiple skleroze i učestvuje u njihovoj zdravstvenoj, profesionalnoj i socijalnoj rehabilitaciji, obezbeđuje olakšice za lečenje svojih članova i organizuje predavanja i seminare iz oblasti ove bolesti. Društvo, svakodnevno, svojim članovima pruža sve vrste socijalne, invalidske, medicinske i druge pomoći i potrebne informacije, koje su od izuzetnog značaja za njihov human i kvalitetan način života.

## Razlozi za osnivanje društva
Budući da je multipla skleroza, jako nepredvidiva bolest, važno je da bolesnik zna razvrstati osećaje povezane sa njom, jer različiti osećaji mogu doći i nestati zajedno sa simptomima. Važno je da on te svoje osećaje podeli sa svojom okolinom, ponekad i svojim lekarom. Multipla skleroza je bolest koja obolelog čini frustriranim, već samim time što ona unosi drastične promene u ljude, njihov život i porodicu. Strah, tuga, ljutnja i stid, samo su deo svih onih faza kroz koje prolazi bolesnik i njegova porodica nakon postavljanja dijagnoze multiple skleroze. Sa njima se bolesnik i njegova porodica trebaju nositi, ali bolesnici trebaju naučiti da kada taj teret postane pretežak, zatraže pomoć sredine i društva, a pre svega specifičnih organizacija i udruženja kakva su to Društva multiple skleroze.

## Istorijat društva
Polazeći od potreba obolelih od multiple skleroze u Srbiji je 15. maja 1974, na inicijativu gospođe Silvije Lauri (Sylvia Lawry) iz Međunarodne federacije društava za multiplu sklerozu osnovano prvo društvo za multiplu sklerozu u Srbiji. Nakon dugogodišnje izolacije Srbije devedesetih godina 20. veka, Društvo multiple skleroze Srbije je 2001. primljeno u članstvo Evropske platforme za multiplu sklerozu i na taj način učinilo sebi dostupnim iskustva inostranih društava za multiplu sklerozu sa dužom tradicijom (iskustvom) u zaštiti interesa obolelih od multiple skleroze, obezbeđivanju beneficija, lečenju,... „ali i iskustva o samom poslovanju MS društava, posebno o načinu pribavljanja sredstava za naučno-istraživačke projekte u oblasti multiple skleroze“...

## 0rganizacija društva
U sklopu Društva posluje deset regionalnih udruženja multiple skleroze kao i Društvo multiple skleroze Vojvodine. Procenjuje se da u Srbiji živi nešto preko četiri hiljade ljudi obolelih od multiple skleroze, ali je u okviru udruženja početkom 2010. evidentirano broj od oko 2.000 obolelih.
Zato je jedan od osnovnih ciljeva Društva, a i svakog udruženja u sklopu tog udruženja da što veći broj osoba sa multiplom sklerozom, postane njihov član i sebi obezbedi svu potrebnu pomoć i korist od članstva u ovim organizacijama.
U okviru društva multiple skleroze Srbije postoje sledeća društva, udruženja i međuopštinske organizacije;
- Društvo multiple skleroze Srbije
- Udruženje obolelih od multiple skleroze Beograd
- Udruženje multiple skleroze okruga Niš
- Udruženje multiple skleroze okruga Šumadije sa sedištem u Kragujevcu
- Udruženje multiple skleroze Raškog okruga sa sedištem u Kraljevu
- Udruženje multiple skleroze Moravičkog okruga sa sedištem u Gornjem Milanovcu
- Udruženje multiple skleroze Pčinjskog okruga sa sedištem u Vranju
- Udruženje multiple skleroze Kolubarskog okruga sa sedištem u Valjevu
- Udruženje multiple skleroze Rasinskog okruga sa sedištem u Kruševcu
- Udruženje multiple skleroze Pomoravskog okruga sa sedištem u Ćupriji
- Udruženje multiple skleroze Zlatiborskog okruga sa sedištem u Užicu
- Međuopštinska organizacija multiple skleroze Zaječar
- Udruženje multiple skleroze Vojvodine sa sedištem u Novom Sadu
- Udruženje multiple skleroze Kosova i Metohije sa sedištem u Kosovskoj Mitrovici

## Literatura
1. 1 2 3
2. 1 2  „Multipla skleroza (MS) i psihološki distres (psihološka patnja i potresenost)”. Архивирано из оригинала 5. 4. 2010. г. Приступљено 11. 6. 2010.